# 325 г. пр.н.е.
325 (триста двадесет и пета) година преди новата ера (пр.н.е.) е година от доюлианския (Помпилийски) римски календар.

## Събития

### В Македонската империя
- Александър Велики решава да приключи с кампанията си на изток и назначава Питон за сатрап на голяма част от покорените земи покрай Инд.[1]
- През юли Неарх достига с флота Патала, която е център на приготовленията на Александър Велики за завръщането му на запад. Градът, който се намира на делтата на река Инд е превърнат в мощна крепост с добро пристанище. Царят разделя войската си на няколко отделни части и я изпраща на запад по различни пътища. Александър с част от силите си избира път по крайбрежието, който трябва да бъде предварително разузнат от флота.[1]
- Александрър поема с по-голямата част от войската си на запад през Гедрозия като по пътя подчинява някои племена и им назначава сатрапи.[2]
- Около настъпването на зимата и след тежък поход Алексансдър и армията достигат столицата на Кармания, където царят организира атлетически и музикален фестивал и разбира, че Неарх и флота са акостирали в Хармозея, който е главния пристанищен град на провинцията.[3] След това те продължават придвижването си на запад.

### В Сицилия
- Агатокъл е заточен.[4][notes 1]

### В Римската република
- Консули са Луций Фурий Камил (за II път) и Децим Юний Брут Сцева.
- Римляните водени от консула Брут нападат вестините като наказание за съюза им със самнитите.[5]
- Фурий ръководи кампанията в Самниум, но се разболява и е заменен от избрания за Диктатор Луций Папирий Курсор, който постига победа и принуждава самнитите да търсят и получат временно примирие.[5]

## Починали
- Аминта, македонски войник и сатрап на Александър Велики

Бележки:
1. ↑  Годината е приблизителна.